# Фигли, Оакс
Оакс Фигли (иногда в более ранних публикациях на русском языке Оакс Фегли англ. Oakes Fegley; род. 11 ноября 2004, Аллентаун, Пенсильвания, США) — американский актёр театра, кино и телевидения.

## Биография
Его родители — актёр Майкл Фигли и Мерседес Тонн Фигли. Оукс является племянником Джеффа Фигли, совладельца Fegley’s Brew Works, небольшой фирмы, занятой в ресторанном бизнесе. Оукс и его сестра Августа с детства выступают на сцене. В своем родном городе Аллентаун в штате Пенсильвания начал ещё ребёнком играть в театре. Его первая роль — Тим в спектакле «Рождественская песнь в прозе: святочный рассказ с привидениями» Чарльза Диккенса. Также сыграл в мюзикле «Really Rosie» по книге Мориса Сендака на сцене The Bucks County Playhouse и в спектакле Two River Theater «Быть обречённым» (англ. «On Borrowed Time») по книге Пола Осборна (в постановке Джоэла Грея). Его роли были доброжелательно приняты прессой.
Впервые снялся в кино в короткометражном фильме «Стекло» в 2011 году. Сыграл роль в сериале «В поле зрения» — детективной драме производства Bad Robot Productions, транслировавшейся на канале CBS. Премьера состоялась в 2011 году. Пятый сезон, который стартовал в 2016 году, будет последним. Роль Оакса — Габриэль Хейвард, мальчик, выступающий как «аналоговый интерфейс» «Самаритянина», генетически запрограммированного компьютера правительства.
Актёр сыграл в одной из главных ролей полнометражного фильма «Форт Блисс» режиссёра Клаудии Майерс в 2014 году. Его партнёрами стали Мишель Монаган и Рон Ливингстон. Играет роль ребёнка, который вырос без матери, долгое время служившей военным медиком в Афганистане; он отказывается её признавать, воспринимая подругу отца как свою мать. В телесериале «Подпольная империя» исполнил роль молодого Элиаса Томпсона.
Оакс был отобран на главную роль в фильме «Пит и его дракон» из нескольких тысяч претендентов. Был утверждён на роль Пита только после личной встречи с режиссёром. Фильм был снят в Новой Зеландии. Оукс отправился туда в январе 2015 года и провел там четыре месяца. До начала съемок Оукс прошёл двухнедельные курсы по скалолазанию. После выхода на экраны фильма мальчик дал более 75 больших интервью. Фильм является вольным ремейком картины «Дракон Пита» 1977 года, снятой по рассказу С. С. Филда и Сетона Миллера. Мальчик вырос в лесу, и его другом стал дракон, умеющий становиться невидимым. Обстоятельства сталкивают главного героя с цивилизованным миром, которого он прежде избегал. Среди партнёров Фигли — Уна Лоуренс и Роберт Редфорд.
Мальчик называл одной из самых сложных проблем в съёмках то, что играть приходилось, не видя дракона. Eго изображал в студии на зелёном экране обычный шест с теннисным мячом на конце. В интервью он признавался, что в сцене прощания с «драконом», где нужно было плакать, он срывал съёмки, заливаясь смехом, видя приближающийся к нему теннисный мяч. Долгое время режиссёр настаивал, чтобы актёр отрастил для съёмок длинные волосы сам, но результат его не удовлетворил, и Оаксу был сделан парик, но устроен он был так, что носить его приходилось постоянно, не снимая даже во время сна. Значительное время ему пришлось провести подвешенным на канатах, в окружении мощных вентиляторов, создававших иллюзию полёта на большой скорости. Фигли признавался, что так и не посмотрел оригинальный фильм 1977 года «Дракон Пита».
В 2017 году снялся в одной из главных ролей в фильме Тодда Хейнса «Мир, полный чудес» по соединяющей графику и литературный текст книге Брайана Селзника (автора романа «Хранитель времени», экранизация которого принесла Мартину Скорсезе 5 премий Оскар). В нём переплетаются две истории. Девочка (Миллисент Симмондс) собирает вырезки и фотографии загадочной актрисы немого кино. Мальчик ищет своего отца. Между этими двумя историями лежит половина столетия, но они соединяются в один сюжет.
В 2019 году в свет вышла одноимённая экранизация романа «Щегол» американской писательницы Донны Тартт, снятая режиссёром Джоном Кроули. Оакс исполнил роль Тео Декера в юности, а взрослую версию персонажа сыграл Энсел Эльгорт.
В 2020 году на экраны вышел фильм «Дедушка НЕлёгкого поведения», в котором Фигли стал партнёром Роберта де Ниро и Умы Турман.

## Личность
Юный актёр в интервью заявлял, что считает семью важной социальной ценностью. Оакс утверждает, что никогда не испытывал страха перед выступлением на театральной сцене, репетирует перед спектаклем вместе с мамой. Он сожалеет, что съёмки заставляют пропускать занятия в школе. Мальчика сопровождает во время съёмок репетитор, что позволяет не отставать от сверстников в учёбе. Мечтает сыграть в мюзиклах «Оливер» и «Матильда». Согласно его собственным заявлениям, Оакс Фигли не собирается связывать своё будущее с актёрской профессией. Он хотел бы стать инженером-электриком или архитектором.
Любимые фильмы Фигли — «Книга джунглей» и «Король Лев» производства The Walt Disney Company.

## Фильмография
| Год          |     | Русское название            | Оригинальное название     | Роль                   |
| ------------ | --- | --------------------------- | ------------------------- | ---------------------- |
| 2011         | кор | Стекло                      | Glass                     | мальчик                |
| 2013         | кор | Дети Луны                   | Children of the Moon      | Майкл                  |
| 2014         | ф   | Форт Блисс                  | Fort Bliss                | Пол                    |
| 2014         | ф   | Дальше живите сами          | This Is Where I Leave You | Джадд Олтмен в детстве |
| 2014         | с   | Подпольная империя          | Boardwalk Empire          | юный Элайас Томпсон    |
| 2014—2016    | с   | В поле зрения               | Person of Interest        | Гэбриел Хейуорд        |
| 2015         | ф   | —                           | Prism                     | юный Брайан            |
| 2016         | ф   | Пит и его дракон            | Pete’s Dragon             | Пит                    |
| 2017         | ф   | Мир, полный чудес           | Wonderstruck              | Бен                    |
| 2018         | ф   | Правда о лжи                | The Truth About Lies      | мальчик                |
| 2019         | ф   | Билборд                     | Billboard                 | Лил Джош               |
| 2019         | ф   | Щегол                       | The Goldfinch             | Тео Деккер в юности    |
| 2020         | ф   | Дедушка НЕлёгкого поведения | War with Grandpa          | Питер                  |
| 2022         | ф   | Фабельманы                  | The Fabelmans             | Чад Томас              |
| 2024         | ф   | В поисках Адама             | Adam the First            | Адам                   |
| 2024 — н. в. | с   | Тёмная материя              | Dark Matter               | Чарли Дессен           |